# Synete vaumaculata
Synete vaumaculata är en fjärilsart som beskrevs av Sergius G. Kiriakoff 1962. Synete vaumaculata ingår i släktet Synete och familjen tandspinnare. Inga underarter finns listade i Catalogue of Life.